# Bataille de Liaoyang
Guerre russo-japonaise
Batailles
- Port-Arthur (1re)
- Chemulpo
- Yalou
- Nanshan
- Te-li-Ssu
- Incident du Hitachi Maru
- Col de Motien
- Tashihchiao
- Port-Arthur (2e)
- Hsimucheng
- Mer Jaune
- Ulsan
- Korsakov
- Liaoyang
- Cha-Ho
- Sandepu
- Mukden
- Tsushima
- Invasion de Sakhaline

La bataille de Liaoyang (遼陽会戦, Ryōyō-kaisen) est le premier affrontement terrestre important de la guerre russo-japonaise. Il a lieu du 25 août au 3 septembre 1904 dans les environs de Liaoyang au Liaoning. La ville est d'une grande importance stratégique car elle est le centre des forces russes de Mandchourie du sud, et un centre de population important sur la ligne principale des chemins de fer de Mandchourie du sud reliant Port-Arthur à Mukden. La ville est fortifiée par l'armée impériale russe avec trois lignes de défense.

## Contexte

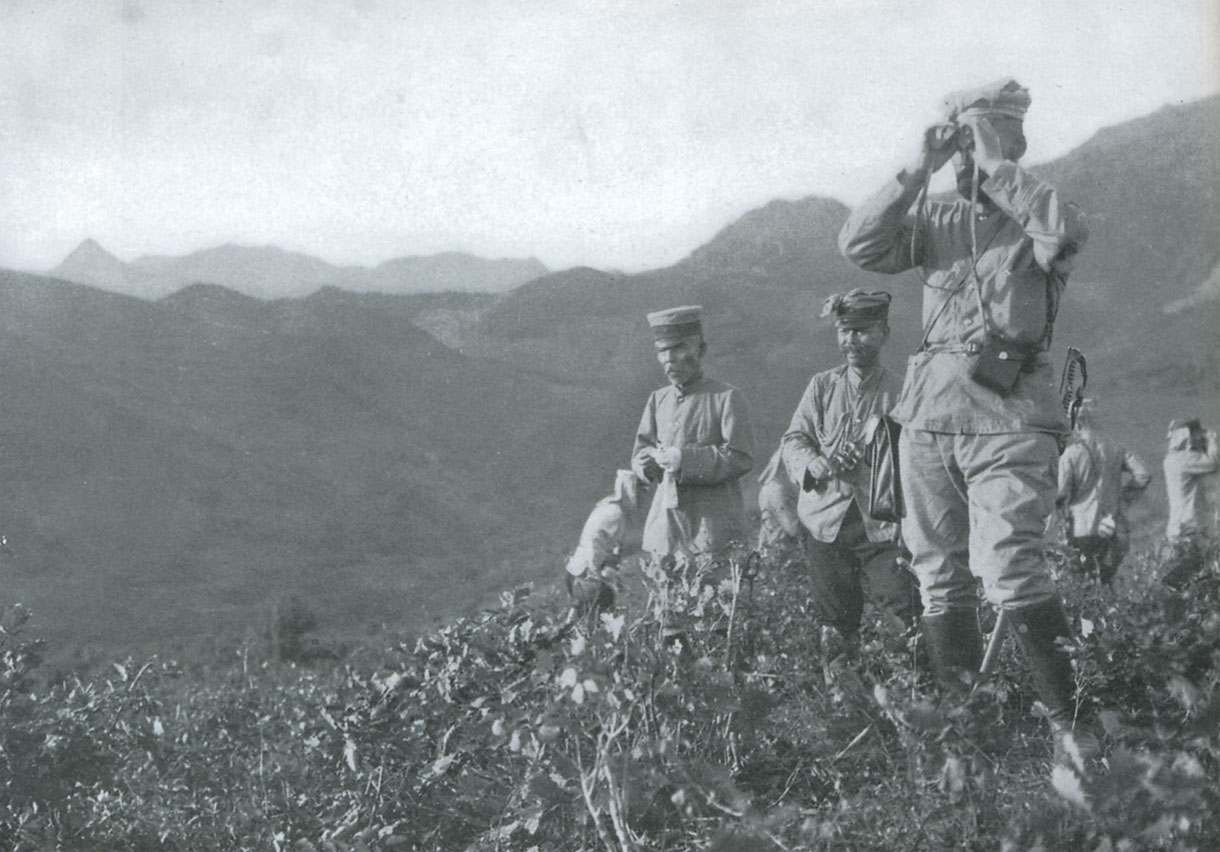
Le général Kuroki Tamemoto et son État-major durant la bataille de Liaoyang.

Lorsque l'armée impériale japonaise débarque sur la péninsule du Liaodong, le général Ōyama Iwao divise ses forces. La 3e armée du lieutenant-général Nogi Maresuke est assignée à l'attaque de la base navale russe de Port-Arthur au sud, tandis que les 1re, 2e, et 4e armées convergent sur la ville de Liaoyang. Le général russe Alexeï Kouropatkine prévoit de contrer l'avancée japonaise par une série de retraites organisées dans le but de gagner suffisamment de temps pour permettre à assez de réserves d'arriver de Russie et lui donner l'avantage numérique sur les Japonais. Cependant, cette stratégie n'a pas les faveurs du vice-roi Ievgueni Ivanovitch Alekseïev, qui demande une stratégie plus agressive et une victoire rapide sur le Japon.
Les deux camps considèrent Liaoyang comme un site idéal pour la bataille décisive qui décidera de l'issue de la guerre.

## Préparations
À Liaoyang, Kouropatkine dispose d'un total de 14 divisions avec 158 000 hommes, soutenues par 609 pièces d'artillerie. Il divise ses forces en trois groupes. Le groupe oriental est commandé par le général Alexandre von Bilderling et est composé du 3e corps armé de Sibérie et du 10e corps armée d'Europe. Le groupe sud est commandé par le général Nikolaï Zaroubaeff (en) et est composé des 1er, 2e, et 4e corps armé de Sibérie, ainsi que de 11 escadrons de cavalerie du lieutenant-général Pavel Michtchenko. Kouropatkine garde en réserve 30 bataillons, principalement du 17e corps armé de Sibérie. Sa ligne de défenses la plus externe s'étend sur 19 km jusqu'au sud de l'ancienne ville fortifiée. Avec le début de la saison des pluies en juillet, les défenseurs sont avantagés par le terrain boueux.
Ōyama divise lui aussi ses forces en trois groupes : la 1re armée du général Kuroki Tamemoto, la 2e armée du général Oku Yasukata, et la 4e armée du général Nozu Michitsura. Ōyama dispose d'un total de 120 000 hommes et 170 pièces d'artillerie. La stratégie japonaise globale, qui a été développée par le général Kodama Gentarō, est de faire avancer la 2e armée le long de la voie ferrée, tandis que la 1re armée converge sur la ville en passant par le col de Motien depuis le nord. La 4e armée reste en réserve avant d'avancer sur la droite de la 2e armée vers la fin de la bataille.
En raison de disparités dans le renseignement militaire, Kouropatkine est convaincu qu'il est en infériorité numérique, alors qu'Ōyama, grâce l'assistance de la population chinoise locale, a une connaissance précise des forces russes et de son déploiement. Cependant, Ōyama est inquiet de son infériorité numérique, et attend d'attaquer dans l'espoir qu'une rapide victoire à Port-Arthur lui permettrai d'ajouter la 3e armée à ses forces avant que de nouveaux renforts russes n'arrivent du nord. Cependant, après trois semaines sans progrès à Port-Arthur, Ōyama décide qu'il ne peut attendre plus longtemps.

## La Bataille

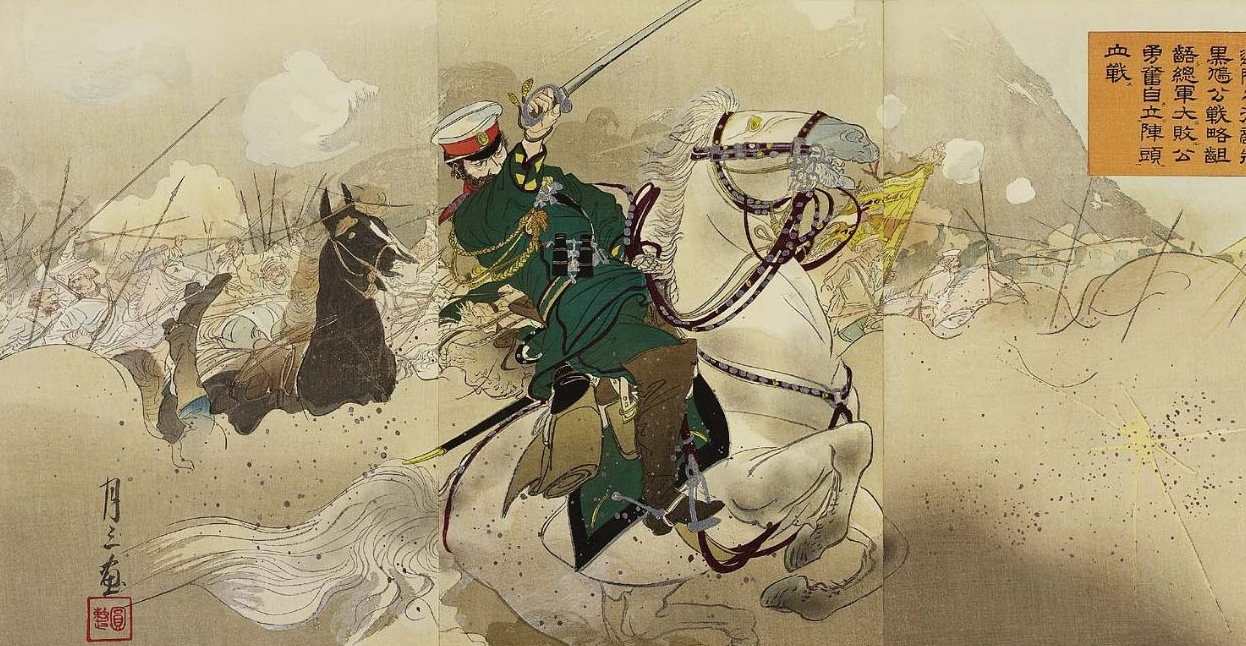
Représentation japonaise du général Alexeï Kouropatkine durant la bataille.

La bataille commence le 25 août avec un tir de barrage de l'artillerie japonaise, suivi par l'avancée de la garde impériale japonaise du lieutenant-général Hasegawa Yoshimichi contre l'aile droite du 3e corps armée de Sibérie. L'attaque est défaite par les Russes du général Bilderling grâce au poids supérieur de l'artillerie russe et les Japonais perdent un millier de soldats.
La nuit du 25 août, les 2e et 12e divisions japonaises du major-général Matsunaga Masatoshi engagent le 10e corps d'armée russe à l'est de Liaoyang. D'intenses combats de nuit ont lieu sur les pentes d'une montagne appelée Peikou, qui est capturée par les Japonais le 26 août au soir. Kouropatkine ordonne une retraite, sous couverture de la forte pluie et du brouillard, jusqu'à la première ligne de défense de Liaoyang, qu'il a renforcée avec ses réserves. Le 26 août également, l'avancée des 2e et 4e armées japonaises sont interrompues par le général Zaroubaeff avant d'arriver à la première ligne de défense.
Cependant, le 27 août, à la surprise des Japonais et la consternation de ses commandants, Kouropatkine n'ordonne pas de contre-attaque mais décide d'abandonner le périmètre de la première ligne de défense, et que toutes les forces russes doivent reculer jusqu'à la deuxième ligne. Celle-ci s'étend sur environ 11 km au sud de Liaoyang, et est composée de petites collines qui ont été fortement fortifiées, en particulier une de 210 m de haut que les Russes appellent la « colline Cairn ». Les lignes de défenses plus courtes sont plus faciles à défendre pour les Russes mais cela fait le jeu des plans d'Ōyama qui visent à encercler et détruire l'armée russe en Mandchourie. Ōyama ordonne à Kuroki d'avancer vers le nord pour couper la voie ferrée et la route de retraite des Russes, tandis qu'Oku et Nozu doivent préparer un assaut direct frontal au sud.
La phase suivante de la bataille commence le 30 août avec une nouvelle offensive japonaise sur tous les fronts. Cependant, encore du fait de la supériorité de l'artillerie russe et de leurs fortifications intensives, les Russes repoussent les attaques les 30 et 31 août, causant de lourdes pertes chez les Japonais. De nouveau à la consternation de ses généraux, Kouropatkine n'autorise pas de contre-attaque. Il continue de surestimer la taille des forces de l'ennemi, et n'accepte pas d'envoyer ses forces de réserve dans la bataille.
Le 1er septembre, la 1re armée japonaise capture la colline Cairn et environ la moitié de la 1re armée traverse la rivière Taitzu à environ 13 km à l'est des lignes russes. Kouropatkine décide alors d'abandonner sa solide ligne défensive, et effectue une retraite ordonnée jusqu'à la troisième et dernière ligne de défense de Liaoyang. Ce mouvement permet aux Japonais d'avancer jusqu'à une position d'où ils peuvent bombarder la ville avec leur artillerie, en particulier la gare ferroviaire vitale. Cela incite Kouropatkine à enfin autoriser une contre-attaque dans le but de détruire les forces japonaises ayant traversé la rivière Taitzu et de sécuriser la colline que les Japonais appellent « Manjuyama » à l'est de la ville. Kuroki n'a plus que deux divisions complètes et Kouropatkine décide d'envoyer la totalité des 1er et 10e corps armée de Sibérie et 13 bataillons du major-général N.V. Orlov (l'équivalent de cinq divisions) contre lui. Cependant, le messager envoyé par Kouropatkine se perd, et les forces d'Orlov inférieures en nombre paniquent à la vue des divisions japonaises.
Pendant ce temps, le 1er corps armé de Sibérie du général Georg von Stackelberg arrive dans l'après-midi du 2 septembre, épuisé par une longue marche à travers la boue et les pluies torrentielles. Quand Stackelberg demande au général Michtchenko l'assistance de deux brigades de ses cosaques, Michtchenko déclare avoir reçu l'ordre de se rendre autre part et l'abandonne. L'assaut nocturne des forces japonaises sur Manjuyama est un succès au début, et dans la confusion, trois régiments russes se tirent les uns sur les autres, et au matin la colline est repassée dans les mains japonaises. Dans le même temps, le 3 septembre, Kouropatkine reçoit un rapport du général Zaroubaeff placé sur la dernière ligne de défense qu'il sera bientôt à court de munitions. Ce rapport est rapidement suivi par celui de Stackelberg dont les troupes sont trop fatiguées pour contre-attaquer. Lorsque la 1re armée japonaise est sur le point de couper Liaoyang du nord, Kouropatkine décide d'abandonner la ville et de se regrouper sur Mukden à 65 km plus au nord. La retraite commence le 3 septembre et est achevée le 10 septembre

## Suites

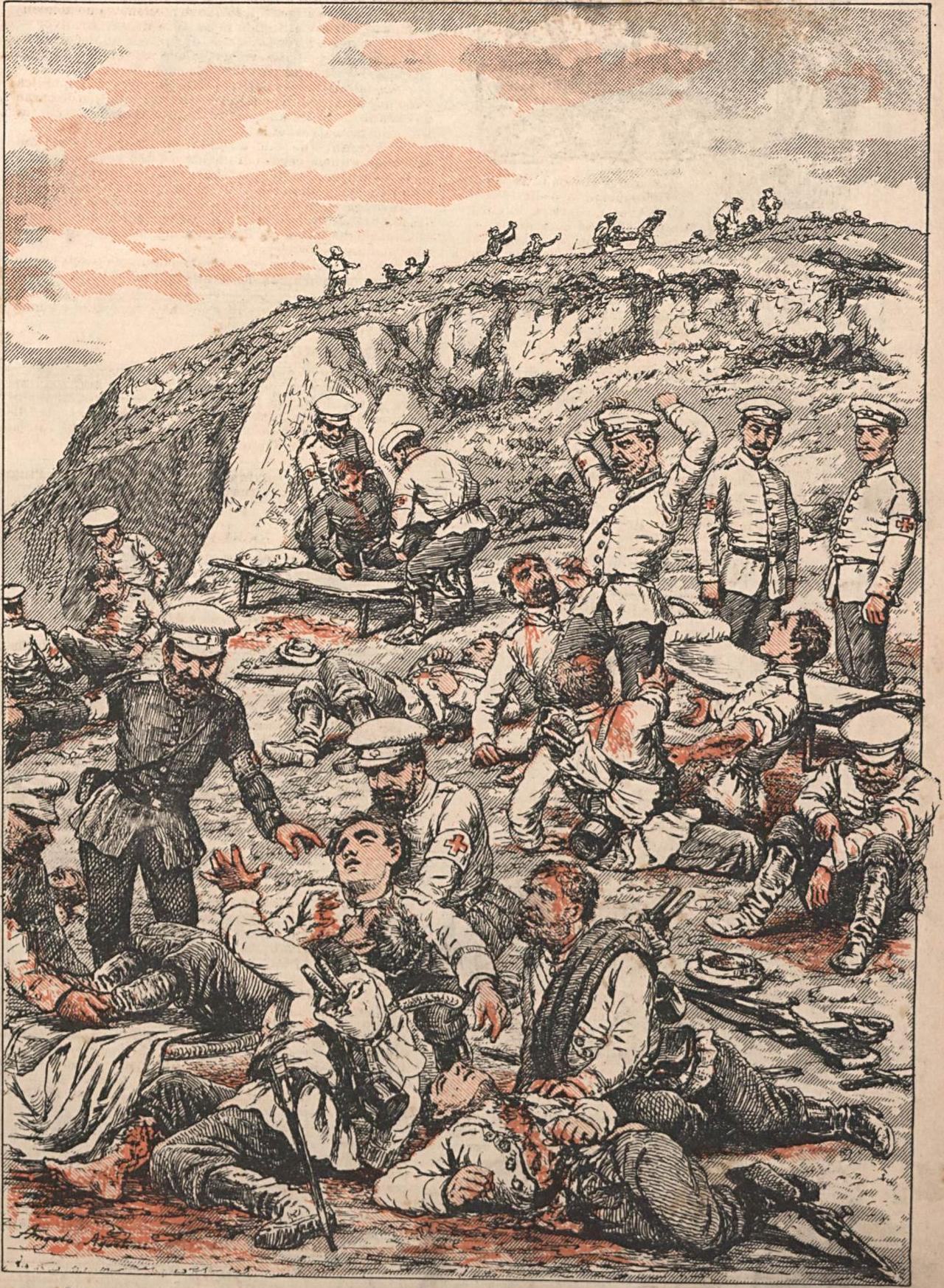
Après la bataille de Liaoyang, des blessés russes sont transportés par la Croix-Rouge (Angelo Agostini).

Malgré l'objectif d'Ōyama d'encercler et de détruire les forces russes de Mandchourie à Liaoyang, Kouropatkine parvient à se replier en bon ordre face à des Japonais trop épuisés pour le poursuivre. Le 7 septembre, il informe Saint-Pétersbourg qu'il a remporté une grande victoire sur les Japonais en évitant l'encerclement et leur a infligé de lourdes pertes. Cependant , le ministre de la Guerre, Viktor Sakharov, ridiculise ce rapport.
Les célébrations à Tokyo font rapidement place aux rapports signalant de lourdes pertes et que la victoire n'est pas complète étant donné que la bataille décisive de la guerre devra avoir lieu autre part.
Officiellement, 5 537 Japonais et 3 611 Russes ont été tués, 18 063 Japonais et 14 301 Russes blessés. Des études soviétiques ont plus tard certifié que l'armée russe a subi 15 545 pertes (2 007 tués, 1 448 disparus, 12 093 blessés) contre un total de 23 615 pertes japonaises.

## Galerie
Les forces russes disposent de ballons observateurs qui assurent une surveillance aérienne de la bataille en cours.

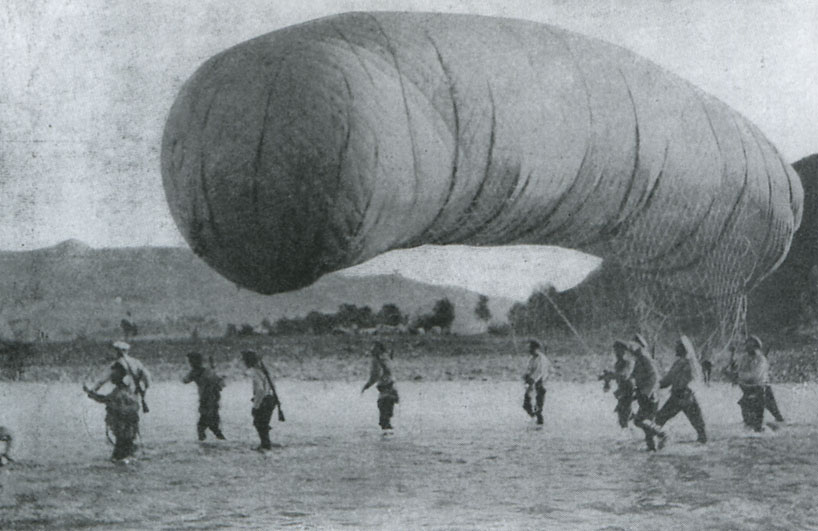
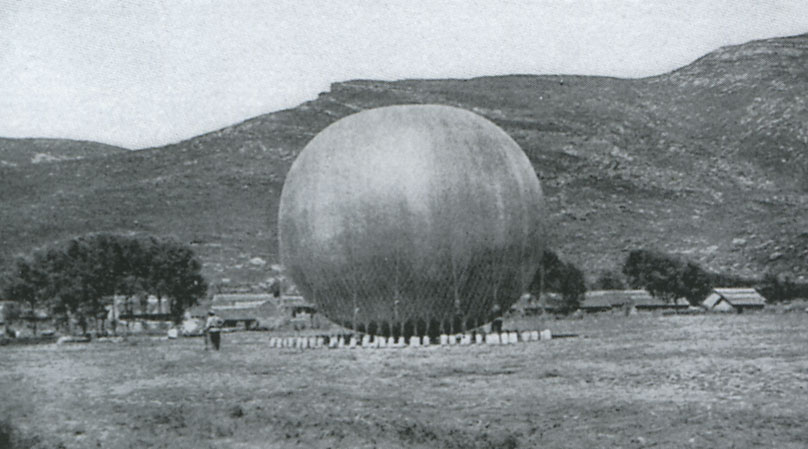
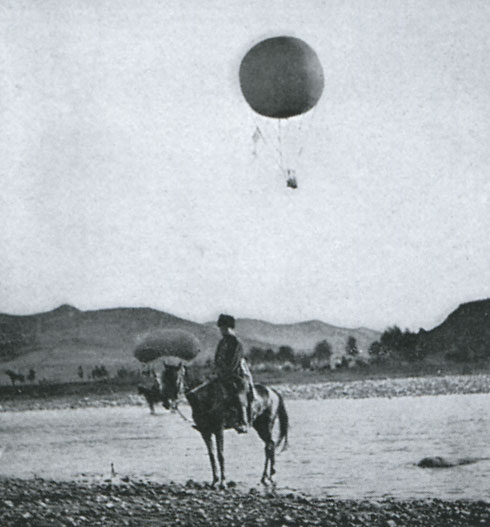
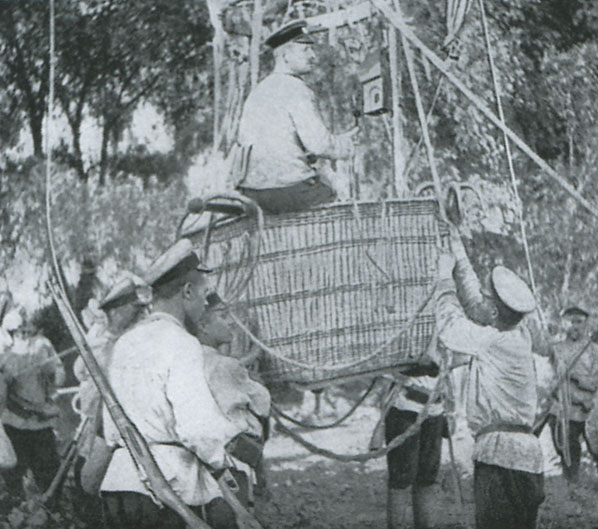